# Gosse de riche (film, 2019)
Pour les articles homonymes, voir Gosse de riche et Kholop.
Pour plus de détails, voir Fiche technique et Distribution.
Gosse de riche (Холоп) est un film russe réalisé par Klim Chipenko, sorti en 2019,.
Le film est avec 11,6 millions de spectateurs et 3,1 milliards de roubles de recettes le 4e plus grand succès de tous les temps en Russie.

## Synopsis
Grigori, enfant gâté d'un oligarque, passe sa vie dans les boîtes de nuit. Son père, désespéré par l'attitude de son fils, organise avec une productrice de télévision et un psychologue un stratagème pour faire croire à son fils qu'il a voyagé dans le temps et qu'il se retrouve dans l'Empire russe en  1860 avant l'abolition du servage de 1861. Grigori se retrouve alors dans la peau d'un kholop (un serf).

## Fiche technique
- Titre original : Холоп, Kholop
- Titre français : Gosse de riche[4],[5]
- Réalisation : Klim Chipenko
- Scénario : Daria Gratsevitch, Anton Morozenko et Dmitri Permiakov
- Photographie : Youri Nikogosov
- Montage : Tim Pavelko
- Musique : Ivan Bourliaev et Dmitri Noskov
- Pays d'origine :  Russie
- Format : couleurs — 35 mm
- Genre : comédie
- Durée : 109 minutes
- Date de sortie :
  - Russie : 26 décembre 2019

## Distribution
- Miloš Biković : Grigori Gricha
- Alexandra Bortitch : Elizaveta Liza
- Ivan Okhlobystine : Lev, psychologue
- Alexandre Samoïlenko : Pavel, le père de Gricha
- Maria Mironova : Anastasia, productrice tv

## Accueil

### Box-office
C'est le cinquième film qui fait le plus d'entrées au box-office russe en 2020.

## Suites
- 2023 : Gosse de riche 2 (ru) (Холоп 2)
- 2025 : Gosse de riche 3 (Холоп 3)